# Cestrum linearifolium
Cestrum linearifolium är en potatisväxtart som beskrevs av Ignatz Urban. Cestrum linearifolium ingår i släktet Cestrum och familjen potatisväxter. Inga underarter finns listade i Catalogue of Life.